# Krystyna Sokołowska (modelka)
Krystyna Sokołowska (ur. 1997 w Białymstoku) – polska modelka, prezenterka telewizyjna, Miss Polonia 2022 oraz trenerka gimnastyki artystycznej.

## Życiorys
Pochodzi z Białegostoku. Jej mama, Anna Sokołowska jest byłą mistrzynią w gimnastyce artystycznej w barwach Spartaka Moskwa. Ojciec Krystyny pochodzi natomiast z Białegostoku. Krystyna podobnie jak jej matka również uprawiała gimnastykę artystyczną. Brała udział między innymi w konkursie Miss Podlasia 2017, gdzie otrzymała wyróżnienie Miss Foto. Jej kolejnym sukcesem było zakwalifikowanie się do konkursu Miss Earth 2019 (znalazła się w pierwszej dziesiątce światowego finału).
27 maja 2022 w wieku 25 lat została wybrana Miss Polonia 2022. W momencie zostania Miss Polonia studiowała na dwóch kierunkach oraz pracowała jako trenerka gimnastyki artystycznej oraz stretchingu z dorosłymi i dziećmi. Reprezentowała Polskę w 71. konkursie Miss World w Indiach (marzec 2024).
Od 6 grudnia 2024 współprowadzi z Robertem Stockingerem poranny program „Pytanie na śniadanie” w TVP2. Wcześniej była współprowadzącą finałów Miss Polonia w latach 2023 i 2024 w TVP2.